# Окулярник яванський
Окулярник яванський (Zosterops melanurus) — вид горобцеподібних птахів родини окулярникових (Zosteropidae). Ендемік Індонезії. Раніше вважався підвидом південного окулярника, однак був визнаний окремим видом.

## Опис
Довжина птаха становить 9,6-11 см. Тім'я і верхня частина тіла оливково-зелені, нижня частина тіла жовта, гузка яскраво-жовта, лоб жовтуватий. Хвіст темно-коричневий. Навколо очей білі кільця, що перетинаються чорними смугами, які ідуть від дзьоба до очей.

## Підвиди
Виділяють два підвиди:
- Z. m. melanurus Hartlaub, 1865 — центральна і східна Ява, Балі;
- Z. m. buxtoni Nicholson, 1879 — західна Ява.

## Поширення і екологія
Яванські окулярники мешкають на Яві і на Балі. Вони живуть в тропічних рівнинних, гірських, мангрових і заболочених лісах, в чагарникових заростях, на плантаціях, в парках і садах, на висоті до 2500 м над рівнем моря.

## Поведінка
Харчуються комахами. Сезон розмноження триває з січня по жовтень, з піком в травні-червні.

## Збереження
МСОП класифікує цей вид як вразливий. Незважаючи на те, що цей птах є досить поширеним в межах свого ареалу, яванських окулярників масово виловлюють з метою продажу. Через активне полювання на птахів, їх популяція зменшилась на третину за останнє десятиліття.